# Irma Kukkasjärvi
Irma Anneli Kukkasjärvi (geb. 8. Februar 1941; gest. 8. Oktober 2011) war eine finnische Textildesignerin.

## Werdegang
Kukkasjärvi schloss ein Studium an der finnischen Hochschule für Kunst und Design 1968 ab und war dort von 1995 bis 1997 Lehrbeauftragte und Professorin für Textildesign. Die finnische Vereinigung für Industriedesign wählte sie 1984 zur Textildesignerin des Jahres.
Sie studierte bei Kaj Franck und unterwarf sich unter seiner Anleitung einem strengen Funktionalismus, der auf industrielles Produktdesign ausgerichtet war. In den 1970er Jahren befreite sie sich von dieser Beschränkung und realisierte auch Textilkunst nach rein ästhetischen Erwägungen.
Kukkasjärvi wurde international bekannt für ihre monumentalen öffentlichen Kunsttextilien. Ihre Textilien finden sich unter anderem im finnischen Parlamentsgebäude und in der Dienstwohnung des finnischen Präsidenten. Ihre Entwürfe schmücken zahlreiche Kirchen und sie entwarf Serien für die Firma Marimekko.
Kukkasjärvi wurde 1985 mit der Pro Finlandia-Medaille für Künstler und Schriftsteller ausgezeichnet.